# Jugendschutz in der Schweiz
Der Jugendschutz in der Schweiz ist durch kein eigentliches Jugendschutzgesetz geregelt. Die Regelungen zum Jugendschutz setzen sich aus verschiedenen Gesetzen des Bundes sowie der Kantone zusammen, die dem Schutz von Kindern und Jugendlichen in der Öffentlichkeit dienen. Grundsätzlich werden in den Gesetzen das Mindestalter zum Konsum von Tabak und Alkohol sowie die Aufenthaltsorte und Aufenthaltsdauer in der Öffentlichkeit festgelegt.

## Alkohol

### Regelung des Bundes

Jugendschutzaushang für Gaststätten und Verkaufsstellen, Eidgenössische Alkoholverwaltung und Gastrosuisse

Art. 14 Abgabe- und Werbebeschränkungen für alkoholische Getränke

1. Die Abgabe alkoholischer Getränke an Jugendliche unter 16 Jahren ist verboten.

2. Der Bundesrat kann die Werbung für alkoholische Getränke, die sich speziell an Jugendliche unter 18 Jahren richtet, einschränken.

3. Vorbehalten bleiben Abgabe- und Werbebeschränkungen nach den folgenden Gesetzen:

a. Bundesgesetz vom 24. März 2006 über Radio und Fernsehen;

b. Alkoholgesetz vom 21. Juni 1932.

Art. 136118 Verabreichen gesundheitsgefährdender Stoffe an Kinder

Wer einem Kind unter 16 Jahren alkoholische Getränke oder andere Stoffe in einer Menge, welche die Gesundheit gefährden kann, verabreicht oder zum Konsum zur Verfügung stellt, wird mit Freiheitsstrafe bis zu drei Jahren oder Geldstrafe bestraft.

Art. 41 IV. Kleinhandel

1. Handelsverbote

1Verboten ist der Kleinhandel mit gebrannten Wasser

i. durch Abgabe an Kinder und Jugendliche unter 18 Jahren; (…)
Art. 57 V. Missachtung der Handels- und Werbevorschriften

2 Wer vorsätzlich oder fahrlässig

a. den Vorschriften über die Beschränkung der Werbung zuwiderhandelt,

b. im Kleinhandel die Handelsverbote des Artikels 41 missachtet,

wird mit Busse bis zu 10 000 Franken bestraft.

Gemäss der Lebensmittel- und Gebrauchsgegenständeverordnung von 1995 dürfen alkoholische Getränke nicht an Kinder und Jugendliche unter 16 Jahren abgegeben, verkauft oder ausgeschenkt werden. Wer widerrechtlich alkoholische Getränke an Kinder und Jugendliche unter 16 Jahren in einer gesundheitsgefährdenden Menge abgibt, verkauft oder zur Verfügung stellt, wird gemäss Artikel 136 des Schweizerischen Strafgesetzbuches mit Freiheitsstrafe bis zu drei Jahren oder Geldstrafe bestraft.
Gemäss dem Bundesgesetz über die gebrannten Wasser ist ausserdem die Abgabe "gebrannter Wasser" (Spirituosen, sowie Bier und Wein mit mehr als 15 Vol.-%, und Naturwein mit mehr als 18 Vol.-%) an Kinder und Jugendliche unter 18 Jahren verboten. Zuwiderhandlung wird gemäss Art. 57 mit Geldbusse bis zu 10 000 Franken bestraft.
Alkoholfreie Getränke müssen deutlich unterscheidbar angeboten und beim Verkaufspunkt muss ein gut sichtbares Schild mit den geltenden Abgabeverboten angebracht werden. Werbung für alkoholische Getränke jeglicher Art, die sich an Kinder und Jugendliche unter 18 Jahren richtet, ist verboten.

### Regelung der Kantone
In manchen Kantonen gibt es zusätzliche Auflagen und Bestimmungen, die die Abgabe und den Verkauf alkoholischer Getränke an Minderjährige einschränken. In den meisten Kantonen wurde die Bundesregelung zusätzlich in den Gaststättengesetzen oder Gaststättenverordnungen verankert und werden Verstösse mit Geldbussen bestraft.

#### Aargau
Gemäss dem Gastgewerbegesetz muss mindestens ein billigeres alkoholfreies Getränk als das billigste alkoholhaltige Getränk angeboten werden. Das Kantonale Gesundheitsgesetz regelt ausserdem, dass alkoholische Getränke nicht an Kinder und Jugendliche, und Spirituosen nicht an Kinder und Jugendliche unter 18 Jahren abgegeben werden dürfen. Ausgenommen vom Abgabeverbot sind die Eltern. Die Abgabe von Bier, Sekt und Wein ist dagegen schon an 16-Jährige erlaubt.

#### Appenzell Innerrhoden
Gemäss dem Gastgewerbegesetz dürfen alkoholische Getränke nicht an offensichtlich Betrunkene, geisteskrank, trink- oder drogensüchtige ausgeschenkt werden. Die Abgabe von gebrannten Wassern an Kinder und Jugendliche unter 18 Jahren ist nach Massgabe des Alkoholgesetzes noch einmal explizit verboten. Zusätzlich sind Flatrate-Parties oder All-you-can-drink-Parties, sofern es sich nicht um einen Teil eines Pauschalangebots mit umfassenden warmen Menüs wie beispielsweise bei Banketten oder Metzgeten handelt, verboten. Zuwiderhandlung kann mit Geldbusse bestraft werden.

#### Basel-Stadt
Gemäss dem Gastgewerbegesetz dürfen alkoholische Getränke nicht in Schulen sowie in Restaurationsbetrieben von Jugendzentren und Schwimmbädern sowie in Automaten angeboten oder abgegeben werden. Der Ausschank alkoholischer Getränke an offensichtlich Betrunkene ist verboten. Die Abgabe von alkoholischen Getränken ist an Personen unter 16, und von gebrannten alkoholischen Getränken an Personen unter 18 Jahren verboten. Zwischen 24:00 Uhr und 07:00 Uhr dürfen grundsätzlich keine alkoholischen Getränke an Kinder und Jugendliche unter 18 Jahren abgegeben werden. Bei Schulausflügen und Abschlussfahrten ist die Abgabe alkoholische Getränke an unter 18-Jährige ebenfalls verboten.

#### Bern
Gastgewerbebetriebe mit Alkoholausschank haben mindestens drei alkoholfreie Getränke billiger anzubieten als das billigste alkoholhaltige Getränk in der gleichen Menge. Verboten sind die Abgabe und der Verkauf alkoholischer Getränke an Jugendliche unter 16 Jahren sowie an volksschulpflichtige Schüler, gebrannter alkoholischer Getränke an Jugendliche unter 18 Jahren, alkoholischer Getränke an Betrunkene und alkoholischer Getränke mittels Automaten, die öffentlich zugänglich sind. Ausgenommen vom Abgabeverbot an Kinder und Jugendliche sind die Eltern. Verstösse gegen die Bestimmungen werden mit Geldbusse zwischen 200 und 20 000 Franken bestraft.

#### Neuenburg
Branntweinhaltige Getränke dürfen grundsätzlich erst ab 09:00 Uhr verkauft werden.

#### Solothurn
Gemäss dem Gastgewerbegesetz ist die Abgabe alkoholische Getränke an Jugendliche unter 16, sowie die Abgabe gebrannter Wasser an Jugendliche unter 18 Jahren verboten. Ausgenommen vom Abgabeverbot sind die Eltern. Zuwiderhandlung wird mit Geldbusse zwischen 20 und 5000 Franken bestraft.

#### Tessin
Das Gesundheitsgesetz von 1989 des Kantons Tessin legt fest, dass grundsätzlich keine alkoholischen Getränke an Kinder und Jugendliche unter 18 Jahren verkauft oder ausgeschenkt werden dürfen. Die Regelungen gehen über die des Bundes hinaus.

#### Zürich
Alkoholführende Gastwirtschaften haben eine Auswahl alkoholfreier Getränke nicht teurer anzubieten als das billigste alkoholhaltige Getränk in der gleichen Menge. Die Abgabe von alkoholhaltigen Getränken an Betrunkene, Psychischkranke, Alkohol- oder Drogenabhängige ist verboten. Ausserdem ist die Abgabe von gebrannten Wassern an Jugendliche unter 18 Jahren, sowie die Abgabe alkoholhaltiger Getränke an Jugendliche unter 16 Jahren verboten. Ausgenommen vom Abgabeverbot sind die Eltern. Die kostenlose Weitergabe ist ebenfalls verboten.

## Tabakwaren
Am 1. Oktober 2024 trat das neue Tabakproduktegesetz in Kraft. Seither ist die Abgabe von Tabakprodukten und von elektronischen Zigaretten an Minderjährige schweizweit verboten. Zuvor gab es bereits mehrere Anläufe der Landesregierung, für Tabakwaren ein einheitliches Abgabealter in der gesamten Schweiz einzuführen, welche jedoch alle fehlschlugen. Die Regulierungen variierten daher in der gesamten Schweiz von Kanton zu Kanton. In einigen Kantonen gab es daher keine Regelungen, ab wann Zigaretten und andere Tabakwaren verkauft werden durften, jedoch verpflichten sich die Händler im Normalfall freiwillig keine Tabakwaren an unter 16-Jährige zu verkaufen. Bereits während der Unterschriftensammlung für die Eidgenössische Volksinitiative «Ja zum Schutz der Kinder und Jugendlichen vor Tabakwerbung» haben die Detailhändler Valora, Coop und Denner angekündigt, ab spätestens Ende Januar 2019 schweizweit keine Tabakwaren mehr an unter 18-Jährige zu verkaufen.
| Frühere Abgabealter nach Kanton (bis 30. September 2024) | Frühere Abgabealter nach Kanton (bis 30. September 2024) | Frühere Abgabealter nach Kanton (bis 30. September 2024) | Frühere Abgabealter nach Kanton (bis 30. September 2024)                           |
| Kanton                                                   | Abgabealter                                              | Galt ab                                                  | Bemerkung                                                                          |
| -------------------------------------------------------- | -------------------------------------------------------- | -------------------------------------------------------- | ---------------------------------------------------------------------------------- |
| Aargau                                                   | 16                                                       | 01.02.2010                                               | Verkauf von E-Zigaretten und E-Shishas seit Juni <16 Jahren verboten.              |
| Appenzell Ausserrhoden                                   | 16                                                       | 01.01.2008                                               |                                                                                    |
| Appenzell Innerrhoden                                    | keines                                                   | –                                                        |                                                                                    |
| Basel-Landschaft                                         | 18                                                       | 01.01.2007                                               |                                                                                    |
| Basel-Stadt                                              | 18                                                       | 01.08.2007                                               |                                                                                    |
| Bern                                                     | 18                                                       | 01.01.2007                                               | Ausgewiesene Raucherzimmer oder Bereiche dürfen erst ab 18 Jahren betreten werden. |
| Freiburg                                                 | 18                                                       | 01.01.2021                                               |                                                                                    |
| Genf                                                     | keines                                                   | –                                                        |                                                                                    |
| Glarus                                                   | 16                                                       | 01.01.2014                                               |                                                                                    |
| Graubünden                                               | 16                                                       | 01.01.2006                                               |                                                                                    |

| Frühere Abgabealter nach Kanton (bis 30. September 2024) | Frühere Abgabealter nach Kanton (bis 30. September 2024) | Frühere Abgabealter nach Kanton (bis 30. September 2024) | Frühere Abgabealter nach Kanton (bis 30. September 2024) |
| Kanton                                                   | Abgabealter                                              | Galt ab                                                  | Bemerkung                                                |
| -------------------------------------------------------- | -------------------------------------------------------- | -------------------------------------------------------- | -------------------------------------------------------- |
| Jura                                                     | 18                                                       | 01.01.2013                                               |                                                          |
| Luzern                                                   | 16                                                       | 01.01.2006                                               |                                                          |
| Neuenburg                                                | 18                                                       | 01.01.2015                                               | Umstellungsfrist für Automaten bis zum 1. Januar 2016.   |
| Nidwalden                                                | 18                                                       | 01.03.2009                                               |                                                          |
| Obwalden                                                 | 18                                                       | 1.2.2016                                                 |                                                          |
| Schaffhausen                                             | 18                                                       | 01.01.2013                                               |                                                          |
| Schwyz                                                   | keines                                                   | –                                                        |                                                          |
| Solothurn                                                | 18                                                       | 01.01.2019                                               |                                                          |
| St. Gallen                                               | 16                                                       | 01.10.2006                                               |                                                          |
| Tessin                                                   | 18                                                       | 01.09.2013                                               |                                                          |
| Thurgau                                                  | 16                                                       | 01.01.2007                                               |                                                          |
| Uri                                                      | 16                                                       | 01.09.2009                                               |                                                          |
| Waadt                                                    | 18                                                       | 01.01.2006                                               |                                                          |
| Wallis                                                   | 18                                                       | 01.01.2019                                               |                                                          |
| Zug                                                      | 18                                                       | 01.03.2010                                               |                                                          |
| Zürich                                                   | 16                                                       | 30.06.2009                                               |                                                          |

## Gaststätten und Lokale
Es obliegt den Kantonen, Regelungen für den Besuch Minderjähriger in Gaststätten, Tanzlokalen, Nachtklubs oder Glücksspielbetrieben festzulegen. Die Hälfte aller Kantone hat Sperrzeiten für den Besuch von Gaststätten durch Minderjährige.
| Mindestalter für den Besuch von öffentlichen Lokalen | Mindestalter für den Besuch von öffentlichen Lokalen | Mindestalter für den Besuch von öffentlichen Lokalen | Mindestalter für den Besuch von öffentlichen Lokalen | Mindestalter für den Besuch von öffentlichen Lokalen                                 | Mindestalter für den Besuch von öffentlichen Lokalen                                                                |
| Kanton                                               | Gaststätten                                          | Tanzlokale                                           | Nachtklubs                                           | Glücksspielbetriebe                                                                  | Bemerkungen |
| ---------------------------------------------------- | ---------------------------------------------------- | ---------------------------------------------------- | ---------------------------------------------------- | ------------------------------------------------------------------------------------ | --- |
| Aargau                                               | keine Regelung                                       | keine Regelung                                       | keine Regelung                                       | keine Regelung                                                                       | |
| Appenzell Ausserrhoden                               | keine Regelung                                       | keine Regelung                                       | keine Regelung                                       | 16 Jahre                                                                             | [ 17 ] |
| Appenzell Innerrhoden                                | <15 Jahren: bis 20 Uhr*                              | 16 Jahre                                             | 16 Jahre                                             | 16 Jahre                                                                             | * ausser in Begleitung des Erziehungsberechtigten.                                                                  |
| Appenzell Innerrhoden                                | >15 Jahre: unbegrenzt                                | 16 Jahre                                             | 16 Jahre                                             | 18 Jahre (Zutritt und Teilnahme zu Spiellokalen mit Geschicklichkeitsspielautomaten) | * ausser in Begleitung des Erziehungsberechtigten.                                                                  |
| Basel-Landschaft                                     | keine Regelung                                       | keine Regelung                                       | keine Regelung                                       | 16 Jahre                                                                             | *Besuch von Striptease, Sex-Shows, Sex-Videos und ähnlichen Vorführungen unter 18 Jahren verboten.                  |
| Basel-Landschaft                                     | keine Regelung                                       | keine Regelung                                       | 18 Jahre (sofern * zutrifft)                         | 16 Jahre                                                                             | *Besuch von Striptease, Sex-Shows, Sex-Videos und ähnlichen Vorführungen unter 18 Jahren verboten.                  |
| Basel-Stadt                                          | keine Regelung                                       | keine Regelung                                       | keine Regelung                                       | 16 Jahre                                                                             | *Besuch von Striptease, Sex-Shows, Sex-Videos und ähnlichen Vorführungen unter 16 Jahren verboten.                  |
| Basel-Stadt                                          | keine Regelung                                       | keine Regelung                                       | 16 Jahre (sofern * zutrifft)                         | 16 Jahre                                                                             | *Besuch von Striptease, Sex-Shows, Sex-Videos und ähnlichen Vorführungen unter 16 Jahren verboten.                  |
| Bern                                                 | <16 Jahre: ab 21 Uhr nur mit Erlaubnis               | 16 Jahre                                             | 18 Jahre                                             | 16 Jahre                                                                             | [ 22 ] [ 23 ] |
| Bern                                                 | >16 Jahre: unbegrenzt                                | 16 Jahre                                             | 18 Jahre                                             | 16 Jahre                                                                             | [ 22 ] [ 23 ] |
| Freiburg                                             | <16 Jahre: ab 21 Uhr nur mit Erlaubnis               | keine Regelung                                       | keine Regelung                                       | keine Regelung                                                                       | [ 24 ] |
| Freiburg                                             | >16 Jahre: unbegrenzt                                | keine Regelung                                       | keine Regelung                                       | keine Regelung                                                                       | [ 24 ] |
| Genf                                                 | <16 Jahre: ab 24 Uhr nur in Begleitung               | keine regelung                                       | keine regelung                                       | keine regelung                                                                       | [ 25 ] |
| Genf                                                 | >16 Jahre: unbegrenzt                                | keine regelung                                       | keine regelung                                       | keine regelung                                                                       | [ 25 ] |
| Glarus                                               | keine Regelung                                       | 16 Jahre                                             | 16 Jahre                                             | 16 Jahre                                                                             | [ 26 ] |
| Graubünden                                           | keine Regelung                                       | keine Regelung                                       | keine Regelung                                       | keine Regelung                                                                       | *Jugendlichen unter 18 Jahren ist der Zutritt zu Tanzdarbietungsbetrieben mit Stripteasevorführungen zu verweigern. |
| Graubünden                                           | keine Regelung                                       | keine Regelung                                       | 18 Jahre (sofern * zutrifft)                         | keine Regelung                                                                       | *Jugendlichen unter 18 Jahren ist der Zutritt zu Tanzdarbietungsbetrieben mit Stripteasevorführungen zu verweigern. |
| Jura                                                 | Schulpflichtige: ab 21 Uhr nur in Begleitung         | keine Regelung                                       | keine Regelung                                       | keine Regelung                                                                       | [ 28 ] |
| Jura                                                 | Nichtschulpflichtige: unbegrenzt                     | keine Regelung                                       | keine Regelung                                       | keine Regelung                                                                       | [ 28 ] |
| Luzern                                               | keine Regelung                                       | keine Regelung                                       | keine Regelung                                       | keine Regelung                                                                       | |
| Neuenburg                                            | keine Regelung                                       | keine Regelung                                       | keine Regelung                                       | keine Regelung                                                                       | |

| Nidwalden    | <12 Jahren: nur in Begleitung              | <12 Jahren: nur in Begleitung              | <12 Jahren: nur in Begleitung              | 16 Jahre                                                                             | [ 29 ] | [ 29 ]        | [ 29 ]        |
| Nidwalden    | <16 Jahre: bis 22 Uhr ausser in Begleitung |                                            |                                            | 16 Jahre                                                                             | [ 29 ] | [ 29 ]        | [ 29 ]        |
| Nidwalden    | >16 Jahre: unbegrenzt                      |                                            |                                            | 16 Jahre                                                                             | [ 29 ] | [ 29 ]        | [ 29 ]        |
| Obwalden     | <12 Jahre: nur in Begleitung               | <12 Jahre: nur in Begleitung               | <12 Jahre: nur in Begleitung               | 16 Jahre                                                                             | [ 30 ] [ 31 ]                                                                                             | [ 30 ] [ 31 ] | [ 30 ] [ 31 ] |
| Obwalden     | <16 Jahre: bis 22 Uhr ausser in Begleitung |                                            |                                            | 16 Jahre                                                                             | [ 30 ] [ 31 ]                                                                                             | [ 30 ] [ 31 ] | [ 30 ] [ 31 ] |
| Obwalden     | >16 Jahre: unbegrenzt                      |                                            |                                            | 16 Jahre                                                                             | [ 30 ] [ 31 ]                                                                                             | [ 30 ] [ 31 ] | [ 30 ] [ 31 ] |
| Schaffhausen | <16 Jahre: bis 22 Uhr ausser in Begleitung | <16 Jahre: bis 22 Uhr ausser in Begleitung | <16 Jahre: bis 22 Uhr ausser in Begleitung | 16 Jahre                                                                             | [ 32 ] [ 33 ]                                                                                             |               |               |
| Schaffhausen | >16 Jahre: unbegrenzt                      | >16 Jahre: unbegrenzt                      | >16 Jahre: unbegrenzt                      | 18 Jahre (Zutritt und Teilnahme zu Spiellokalen mit Geschicklichkeitsspielautomaten) | [ 32 ] [ 33 ]                                                                                             |               |               |
| Schwyz       | keine Regelung                             | keine Regelung                             | keine Regelung                             | keine Regelung                                                                       | |               |               |
| Solothurn    | keine Regelung                             | keine Regelung                             | 16 Jahre                                   | 16 Jahre                                                                             | [ 34 ] |               |               |
| St. Gallen   | keine Regelung                             | keine Regelung                             | keine Regelung                             | 16 Jahre                                                                             | [ 35 ] |               |               |
| Tessin       | <16 Jahre: bis 23 Uhr ausser in Begleitung | <16 Jahre: bis 23 Uhr ausser in Begleitung | 18 Jahre                                   | 18 Jahre                                                                             | |               |               |
| Tessin       | >16 Jahre: unbeschränkt                    |                                            | 18 Jahre                                   | 18 Jahre                                                                             | |               |               |
| Thurgau      | <16 Jahre: bis 22 Uhr ausser in Begleitung | <16 Jahre: bis 22 Uhr ausser in Begleitung | 16 Jahre                                   | 16 Jahre                                                                             | [ 36 ] |               |               |
| Thurgau      | >16 Jahre: unbeschränkt                    |                                            | 16 Jahre                                   | 16 Jahre                                                                             | [ 36 ] |               |               |
| Uri          | <12 Jahren: nach 20 Uhr nur in Begleitung  | –                                          | 18 Jahre                                   | 18 Jahre                                                                             | [ 37 ] |               |               |
| Uri          | <16 Jahre: nach 24 Uhr nur in Begleitung   |                                            | 18 Jahre                                   | 18 Jahre                                                                             | [ 37 ] |               |               |
| Uri          | >16 Jahre: unbeschränkt                    |                                            | 18 Jahre                                   | 18 Jahre                                                                             | [ 37 ] |               |               |
| Waadt        | keine Regelung                             | keine Regelung                             | keine Regelung                             | keine Regelung                                                                       | |               |               |
| Wallis       | <12 Jahren: nach 20 Uhr nur in Begleitung  | <12 Jahren: nach 20 Uhr nur in Begleitung  | 18 Jahre                                   | 18 Jahre                                                                             | Zutrittsverbot zu Lokalen an denen pornographische Inhalte oder Produkte verkauft oder abgespielt werden. |               |               |
| Wallis       | <16 Jahre: nach 22 Uhr nur in Begleitung   |                                            | 18 Jahre                                   | 18 Jahre                                                                             | Zutrittsverbot zu Lokalen an denen pornographische Inhalte oder Produkte verkauft oder abgespielt werden. |               |               |
| Wallis       | >16 Jahre: unbeschränkt                    |                                            | 18 Jahre                                   | 18 Jahre                                                                             | Zutrittsverbot zu Lokalen an denen pornographische Inhalte oder Produkte verkauft oder abgespielt werden. |               |               |
| Zug          | keine Regelung                             | keine Regelung                             | keine Regelung                             | keine Regelung                                                                       | |               |               |
| Zürich       | <12 Jahren: nur in Begleitung              | <12 Jahren: nur in Begleitung              | ?                                          | ?                                                                                    | [ 39 ] |               |               |
| Zürich       | <16 Jahre: nach 21 Uhr nur in Begleitung   |                                            | ?                                          | ?                                                                                    | [ 39 ] |               |               |
| Zürich       | >16 Jahre: unbeschränkt                    |                                            | ?                                          | ?                                                                                    | [ 39 ] |               |               |

## Glücksspiel

### Regelungen des Bundes
Die Teilnahme an Glücksspielen in Spielbanken ist für Kinder und Jugendliche unter 18 Jahren verboten. Wer widerrechtlich Kinder und Jugendliche unter 18 Jahren an solchen Glücksspielen teilnehmen lässt, wird mit Geldbusse bis zu 500 000 Franken bestraft.

### Regelungen der Kantone
In einigen Kantonen besteht zusätzlich noch ein Verbot zur Teilnahme an Glücksspielen, oder ein Verbot zum Betreten von Lokalen, in denen Glücksspiel betrieben wird. Die Teilnahme an Lotterien war in der Deutschschweiz und im Tessin traditionell auch für Kinder und Jugendliche gestattet. Seit dem 1. Januar 2019 wurde vom Bundesrat ein Mindestalter von 18 Jahren festgelegt. Die Loterie Romande verbietet den Verkauf, die Teilnahme sowie die Gewinnausschüttung an Jugendliche unter 16 Jahren.

## Medien

### Filme
In der Schweiz legt seit dem 1. Januar 2013 das Zutrittsalter für Filmvorführungen die "Schweizerische Kommission Jugendschutz im Film" fest welche sich stark an der deutschen FSK orientiert. Die Freigaben gelten verbindlich für alle Kantone (mit Ausnahme für die Kantone Tessin und Zürich). Neben einer verbindlichen Freigabe erhalten Filme noch eine unverbindliche Altersempfehlung die von der verbindlichen Freigabe abweichen kann. Folgende Freigaben werden für Filme vergeben:
- Freigegeben ohne Altersbeschränkung
- Freigegeben ab 6 Jahren
- Freigegeben ab 8 Jahren (nur für Kinovorführungen)
- Freigegeben ab 10 Jahren (nur für Kinovorführungen)
- Freigegeben ab 12 Jahren
- Freigegeben ab 14 Jahren (nur für Kinovorführungen)
- Freigegeben ab 16 Jahren
- Freigegeben ab 18 Jahren

Kinder und Jugendliche können in Begleitung einer erziehungsberechtigten Person eine Filmvorführung besuchen deren Altersfreigabe um max. 2 Jahre unterschritten werden darf.

### Pornografie
Wer pornografische Schriften, Ton- oder Bildaufnahmen, Abbildungen, andere Gegenstände solcher Art oder pornografische Vorführungen einer Person unter 16 Jahren anbietet, zeigt, überlässt, zugänglich macht, wird mit Freiheitsstrafe bis zu drei Jahren oder Geldstrafe bestraft. Der Zutritt zu Verkaufsstellen, in denen solche Schriften, Ton- oder Bildaufnahmen, Abbildungen, andere Gegenstände solcher Art verkauft oder vertrieben werden, darf daher nur Personen ab 16 Jahren gestattet werden.
Im Wallis gilt durch ein Kantonales Gesetz ein Mindestalter von 18 Jahren für den Besuch von Verkaufsstellen oder Orten, an denen vorher genannte Produkte verkauft oder vertrieben werden.

### Spiele
In der Schweiz haben sich die Hersteller von Computer- und Videospielen sowie der Handel freiwillig dem PEGI-System verpflichtet. Der Verhaltenskodex der Swiss Interactive Entertainment Association (SIEA) verpflichtet Händler zur Umsetzung der PEGI-Freigaben. Bei Verstössen gegen die Freigaben, sieht der Kodex Sanktionen gegen den Händler vor.